# Погребняк, Яков Петрович
Я́ков Петро́вич Погребня́к (укр. Яків Петрович Погребняк; 6 апреля 1928, с. Нижнее Солёное, Боровской район, Изюмский округ, Украинская ССР, СССР — 18 мая 2016, Киев, Украина) — советский и украинский государственный, партийный и общественный деятель. Секретарь ЦК КП Украины (1971—1987), первый секретарь Львовского обкома КП Украины (1987—1990).

## Биография
Родился 6 апреля 1928 в селе Нижнее Солёное Боровского района Изюмского округа Украинской ССР (ныне село в составе Боровской поселковой общины Изюмского района Харьковской области Украины), в семье крестьянина. Украинец. После войны окончил школу, учился в техникуме, после на металлургическом факультете Донецкого индустриального института. По окончании с 1954 работал инженером на Новокраматорском машиностроительном заводе, работал в парторганизации завода.
Член КПСС с 1953 года. В 1970 году окончил Одесский сельскохозяйственный институт.
С 1957 года на партийной работе:
- 1957—1960 гг. — секретарь, второй секретарь,
- 1960—1962 гг. — первый секретарь Краматорского городского комитета КП Украины,
- 1962—1963 гг. — второй секретарь Донецкого областного комитета КП Украины,
- 1963—1964 гг. — первый секретарь Полтавского промышленного областного комитета КП Украины,
- 1964—1966 гг. — второй секретарь Полтавского областного комитета КП Украины,
- 1966—1969 гг. — первый секретарь Ивано-Франковский областного комитета КП Украины,
- 1969—1971 гг. — первый секретарь Николаевского областного комитета КП Украины,
- 1971—1987 гг. — секретарь ЦК КПУ (курировал торговлю).

Куратор киевского «Динамо».
В 1975 году вместе с первым заместителем председателя Госплана УССР Виталием Масолом представлял Украину на Всесоюзном семинаре по производству товаров народного потребления, проходившем в Свердловске. В конце 1985 года предлагался на назначение послом СССР на Кубе, отказался, сославшись на состояние здоровья. Осуществлял контроль за выполнением постановления ЦК КПСС об усилении борьбы с пьянством и алкоголизмом (1985) по линии ЦК Компартии Украины. Руководил украинской группой по оказанию помощи пострадавшим в катастрофе под Новороссийском круизного парохода «Адмирал Нахимов» (осень 1986 г.).
В 1987—1990 годы — первый секретарь Львовского обкома КП Украины.
Кандидат в члены ЦК КПСС (1971—90), член Ревизионной комиссии ЦК КП Украины (1961—1966), член ЦК КП Украины (1966—90), кандидат в члены Политбюро ЦК КП Украины (1971—90). Депутат Верховный Совет СССР 7—8 созывов, Верховного Совета УССР 6 и 9—11 созывов.
Академик Академии наук судостроения Украины. Автор четырёх книг и многих публикаций. Почётный гражданин Краматорска.
Был председателем общества «Украина — Польша».
Похоронен на Байковом кладбище Киева.

## Награды
- Два ордена Ленина (25.10.1971; 5.04.1988)
- Орден Октябрьской Революции (5.04.1978)
- Два ордена Трудового Красного Знамени (…; 8.12.1973)
- Орден «Знак Почёта» (17.10.1960)
- Два ордена «За заслуги» II и III степеней
- Почётная грамота Президиума Верховного Совета УССР
- медали.